# アワダジン・プラット
アワダジン・プラット（Awadagin Pratt、1966年3月6日 - ）はアメリカ合衆国のピアニスト。

## 略歴
ペンシルベニア州ピッツバーグ出身。父セオドアはシエラレオネ出身の医学者で、母親は社会福祉学の研究者であった。母親がイリノイ州立大学に教授として着任したことから、3歳のときイリノイ州ノーマルに転居する。6歳でピアノの、9歳でヴァイオリンの学習を開始するが、少年時代はほとんどテニスに熱中し、米国中西部の選手権でも上位に食い込んだ。だが、やがて音楽に専念するようになり、16歳のときにテニスで奨学金を受けることを断り、イリノイ大学アーバナ・シャンペーン校より奨学金を得てヴァイオリン科に入学した。その後はメリーランド州ボルチモアのピーボディ音楽学校に進んでピアニストならびにヴァイオリニストとして研鑽を積んだ。「ピアノとヴァイオリンで卒業証書を得て、しかも指揮でもディプロマを取得した創立以来最初の学生」(Shepard 1998) だったという。
1992年に、アフリカ系アメリカ人ピアニストとして初めてノームバーグ国際ピアノコンクールに優勝したのがはずみとなり、それ以来、「国内のほとんど全てのオーケストラと共演しただけでなく、ホワイトハウスでビル・クリントン大統領への御前演奏や、セサミ・ストリートへの出演も果たした」(Cruice 2000) 。ノームバーグ・コンクールで受賞したことにより、同年40～50回の演奏会を、翌年には70回の演奏会を精力的にこなしていった。1994年には、ニューヨーク・フィルハーモニー管弦楽団との共演により、リンカーン・センターにもデビューした (Shepard 1998) 。
2004年秋に、シンシナティ大学附属音楽院の常任芸術家ならびにピアノ科助教授に就任することを受諾し、翌2005年12月1日には、演奏家としてシンシナティでのデビューを果たした (Gelfand 2005) 。国内外での演奏を30回に制限しながら活動を続けており、またヴァイオリニストや室内楽奏者としても活動することを望んでいるという。
現在はニューメキシコ州アルバカーキに在住で、テニスのほかにチェスやワインを趣味として暮らしている。

## 演奏の傾向
ピアニストとしてのプラットは、ヴィルトゥオーゾとして著名なだけでなく、因襲に囚われない演奏でも知られている。色とりどりの派手な柄の服装で舞台に現れたり、ヤニック・ノアを髣髴させるドレッドロックスを日常的に好んでいる。風変わりないでたちで舞台に上がることから、グレン・グールドからの影響を見る向きもあるという一方で、プラット自身は、普段はクラシック音楽を好まないような若い層からもこの分野に興味を持ってもらうための工夫であるといった発言をしているようだ。
リストによる超絶技巧を凝らした華麗な作品を演奏するだけの能力を完全に身に着けてはいるものの、表面的な華々しさよりも、技巧上の難度の高さと、内省的な性格とが釣り合った作品を好んで取り上げる傾向にある。そのため、バッハやベートーヴェン、フランク、ブラームス、グリーグ、ムソルグスキー、ラフマニノフを好んでいる。

## 参考資料
- (2000-04-09) Cruice, Valerie; Music; A pianist with plans for time traveling; New York Times.
- Gelfand, Janelle. 2005. A minute with... Awadagin Pratt, The Enquirer, Dec. 2005.
- (2005) Classical superstar joins CCM faculty at the University of Cincinnati; University of Cincinnati Magazine (magazine.uc.edu).
- (2003) Serinus, Jason V.; Interview with Pianist Awadagin Pratt; (hometheaterhifi.com).
- Artist Profile at Saint Paul Sunday (Saint Paul, Minnesota); (publicradio.org).
- (1998) Shepard, T. Brooks; Classical romance from Awadagin Pratt - African American pianist excels at classical European music; (findarticles.com).
- Biography at Bach-cantatas.com
- Artist Profile at musicianguide.com.
- (2001-11-14); CFA Welcomes Acclaimed Pianist Awadagin Pratt; The Mason Gazette (gazette.gmu.edu).
- (1995-02-16); Barron, James;  ON TOUR WITH: Awadagin Pratt; Knowing What It Means to Solo; The New York Times (nytimes.com).
- (2007-09-24); Gladstone, Valerie; Pratt's Triple Threat; The New York Sun (nysun.com).